# Eerste Noordreis

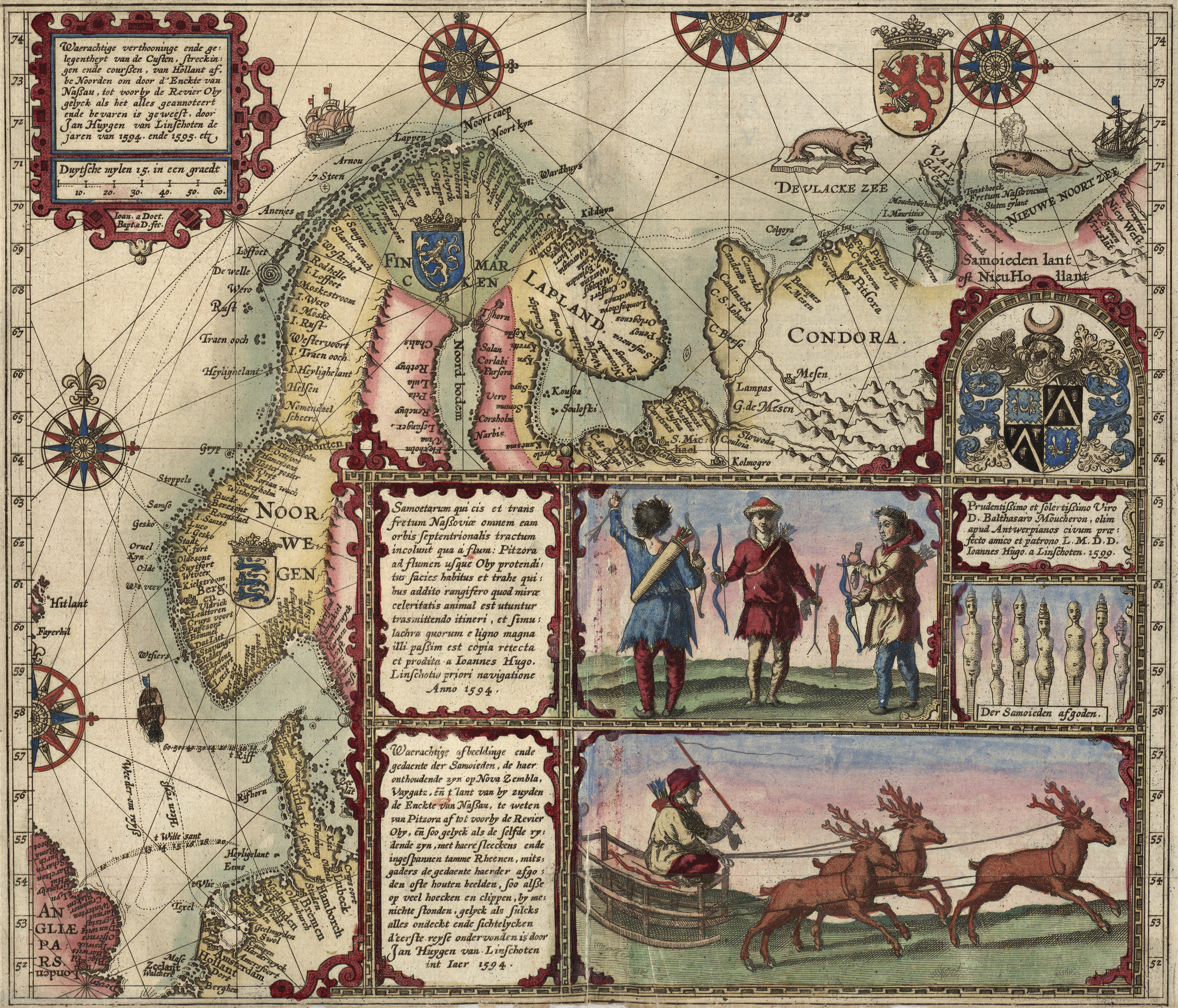
Kaart met de route van Cornelis Nay door Straat Nassau naar de Nieuwe Noordzee in 1594, met afbeeldingen van Samojeden, een rendierslee en 'afgoden'.

De Eerste Noordreis, in 1594 ondernomen door de Staten-Generaal, was een poging een noordoostelijke doorvaart te vinden vanuit Nederland, om de Noordkaap heen en langs de kust van Siberië, naar China. De reis was een initiatief van Balthazar de Moucheron en stond onder leiding van Cornelis Nay en Willem Barentsz. De verst bereikte plek was de Karazee, waarna de naderende winter de schepen tot de terugtocht dwong.

## De aanleiding
De reis was een idee van De Moucheron, die in de jaren 1580, toen hij nog in Antwerpen woonde, door de zeevaarder Olivier Brunel enthousiast was gemaakt voor het zoeken naar een noordoostelijke route naar China en Indië, vrij van Spanjaarden en Portugezen. Brunel was op zijn tochten waarschijnlijk al tot voorbij Straat Joegor (bij het eiland Vajgatsj, ook wel Vaigatz of Waaigat) gekomen, die in de zomer naar verluidt ijsvrij zou zijn. In 1584 had De Moucheron een nieuwe reis van Brunel gefinancierd. Toen was hij slechts tot Straat Kostin in het zuiden van Nova Zembla gekomen. Op de terugtocht kwam hij om het leven toen zijn roeiboot omsloeg in de Pitsora rivier op het vasteland van Rusland. De Moucherons jongere broer Melchior was op die reis een handelspost begonnen in Nieuw-Cholmogory bij de monding van de Dvina (het latere Archangelsk).
Na de val van Antwerpen verhuisde De Moucheron naar Middelburg. Hier nam hij in 1594 contact op met de Staten van Holland en Zeeland voor steun bij een nieuwe poging. Op 10 maart vond een overleg plaats onder leiding van Johan van Oldenbarnevelt, waarin besloten werd dat de expeditie geen commerciële, maar een staatsaangelegenheid zou worden, ondanks de protesten van De Moucheron, die bang was dat daarmee 'den Coninck van Spaingnen wacker gemaeckt' werd. Hij werd schadeloos gesteld voor zijn al gemaakte onkosten maar bleef aan als adviseur van de expeditie. Die had ten doel via Straat Joegor een doorgang te vinden naar open zee en daar de ijstoestand en stromingen vast te stellen.

## De route

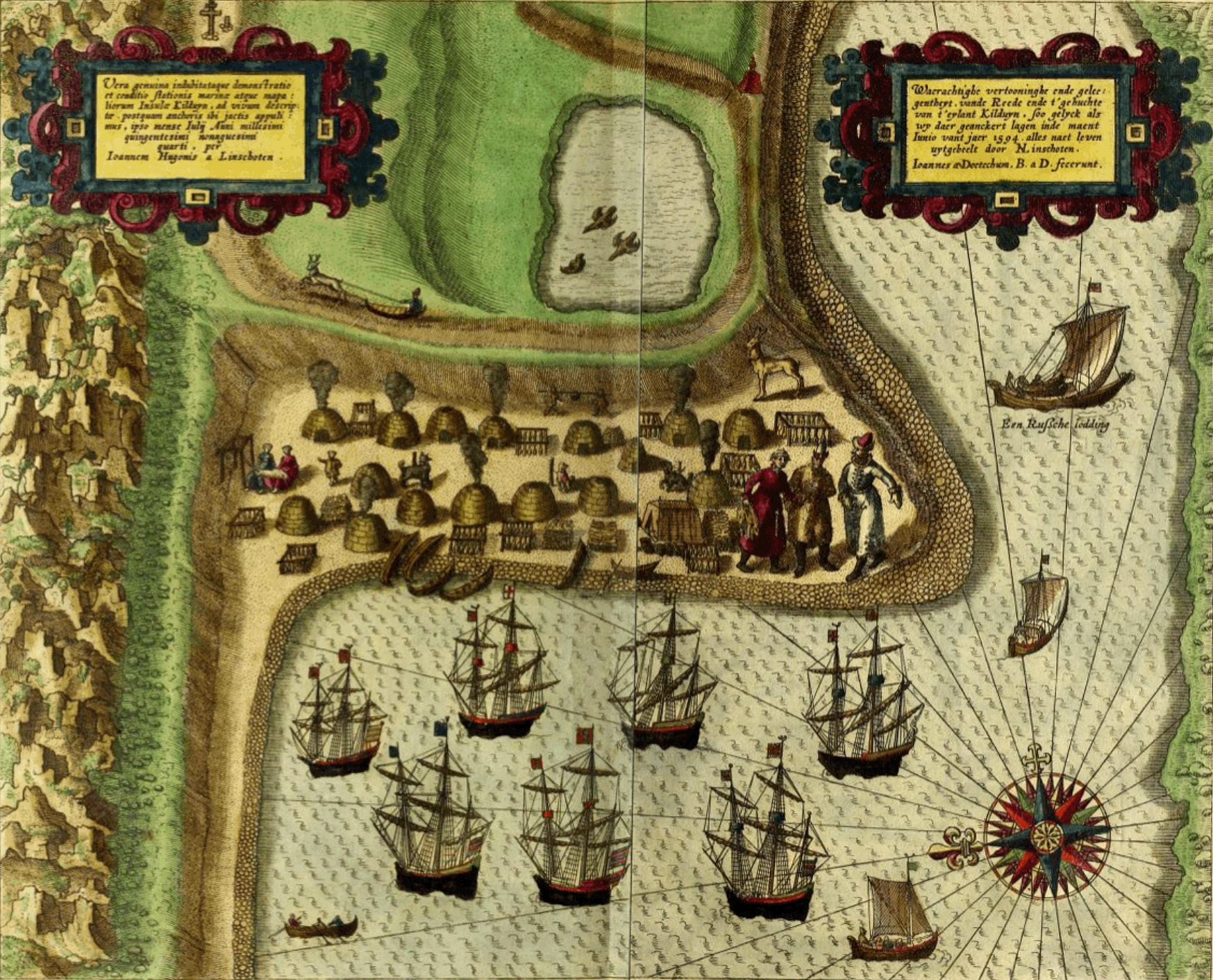
Schepen op de rede van Kilduyn in 1594. Rechtsboven een lodya, een inheems vissersvaartuig.

Over de te volgen route had lang onenigheid bestaan. De Moucheron dacht dat de ijsvrije opening in Straat Joegor gevonden zou worden, maar de zeevaartadviseur van de Staten van Holland, Petrus Plancius, was van mening dat die route in het hoge noorden, nog boven Nova Zembla lag. Volgens hem zat Nova Zembla niet vast aan een poolcontinent, zoals vaak gedacht werd, terwijl Straat Joegor te ondiep, of slechts een doodlopende inham zou zijn, of zou leiden naar een binnenzee. Als compromis zouden twee schepen, uit Zeeland en Enkhuizen, langs de Russische kust varen, en twee Amsterdamse schepen zouden richting de poolcirkel gaan. De expeditie zou op advies van De Moucheron geleid worden door Cornelis Nay aan boord van het schip de Zwaan uit Veere. Nay, die ervaring had als stuurman op de Moskovische vaart, kreeg als beloning 2000 gulden, en bij het slagen van de expeditie 6000 gulden (een zeer hoge beloning in die tijd). Koopman op de Zwaan was Francois de la Dale, een neef van De Moucheron, die ook als tolk kon dienen omdat hij als koopman in Nieuw-Cholmogory Russisch had geleerd. Brant IJsbrantsz. Tergalen werd schipper van de Mercurius uit Enkhuizen. Ook de twee jaar eerder uit Indië teruggekeerde Jan Huygen van Linschoten ging mee, als koopman op de Mercurius. Hij zou een journaal van de tocht bijhouden. Plancius nomineerde Willem Barentsz als viceadmiraal en leider van het Amsterdamse deel van de expeditie: een schip, in Van Linschotens journaal niet bij naam genoemd, en een Terschellings vissersjacht voor verkenning van ondiepe wateren. Op 5 juni vertrokken de vier schepen vanaf Texel.

## De expeditie

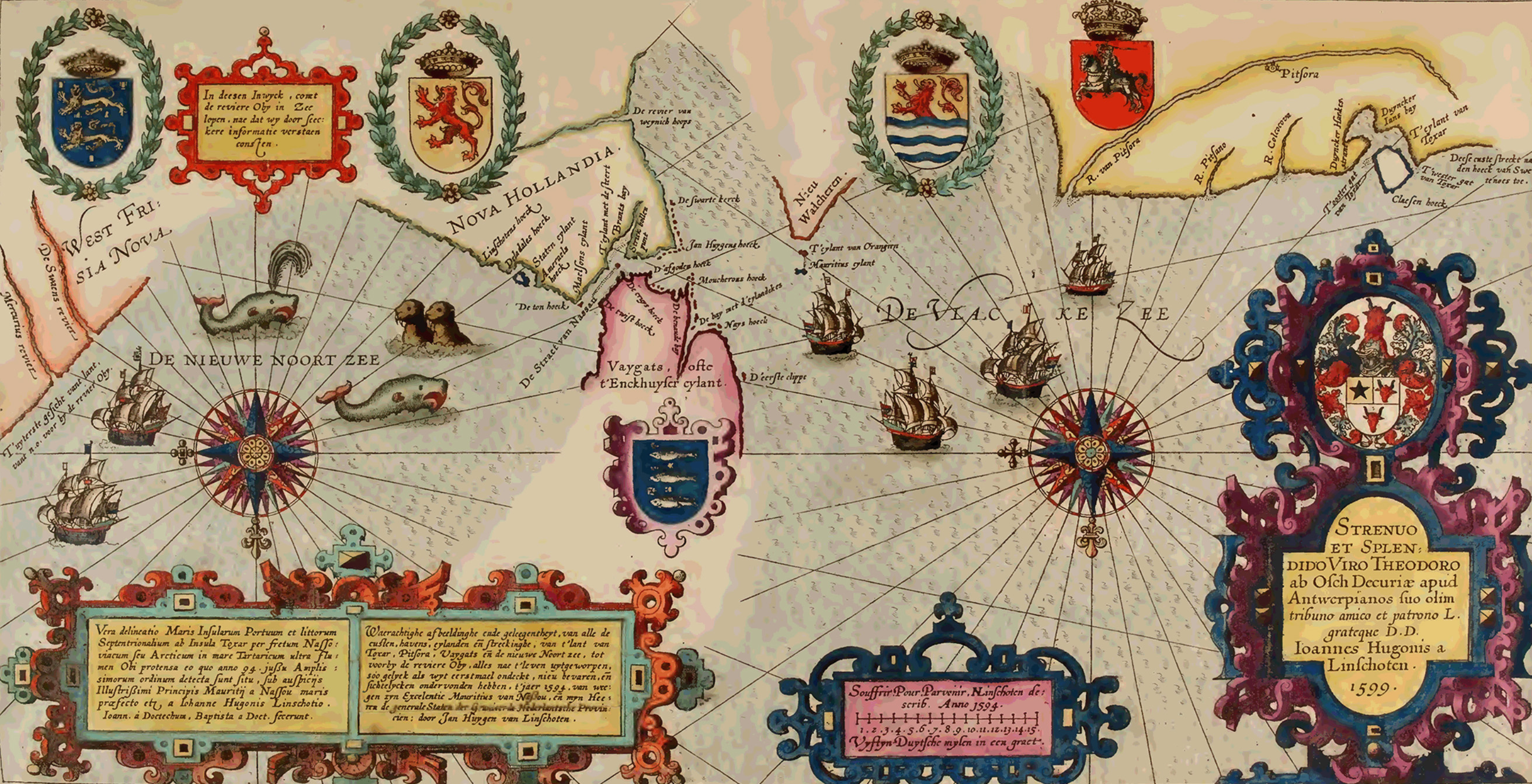
De Eerste Noordreis langs de Russische kust door Straat Nassau naar de rivier de Ob. Het noorden is onder.

Op 29 juni aangekomen bij de Noordkaap gingen de schepen uiteen. Ze spraken af dat ze elkaar na terugkomst weer zouden treffen bij het eiland Kilduyn (Kildin). Barentsz voer met de Amsterdamse schepen door naar Nova Zembla en Nay volgde met de Zwaan en de Mercurius verder de kust in oostelijke richting. Op 5 juli kwamen ze in de buurt van het eiland Kolgoejev waar de zee bedekt was met los pakijs. Ze ploegden er ongeveer een mijl (5358 meter) doorheen en konden toen niet verder. Het af en toe over een andere boeg gooiend scharrelden ze voort, ijsschotsen ontwijkend en er soms tegenop botsend. Drie dagen later verschenen gevaarlijke ijsbergen zo groot als schepen, en daarna zo groot als hele eilanden. Het weer was vaak mistig. Soms dichte mist en dan plotseling weer helder. Soms volledig windstil met een spiegelgladde zee, dan weer storm. De zon bleef zo noordelijk de hele dag vlak boven de horizon. Soms was er felle koude, hagel en sneeuwjacht, dan weer was het warm, en werd de bemanning geplaagd door wolken muggen van het vasteland. Bij warm weer smolt het ijs razendsnel, wat Van Linschoten voorkwam als een ‘mysterium ende neuwicheyt’. Onderweg ontmoette men meerdere 'loddingen', oftewel lodja's, inheemse vissersvaartuigen, met vissers en pelsjagers die hen waarschuwden dat het geen zin had om verder te gaan. Alles was bevroren en de doorgang zou belemmerd worden door grote scholen walvissen en walrussen. Nay en IJsbrantsz hechtten er geen geloof aan.

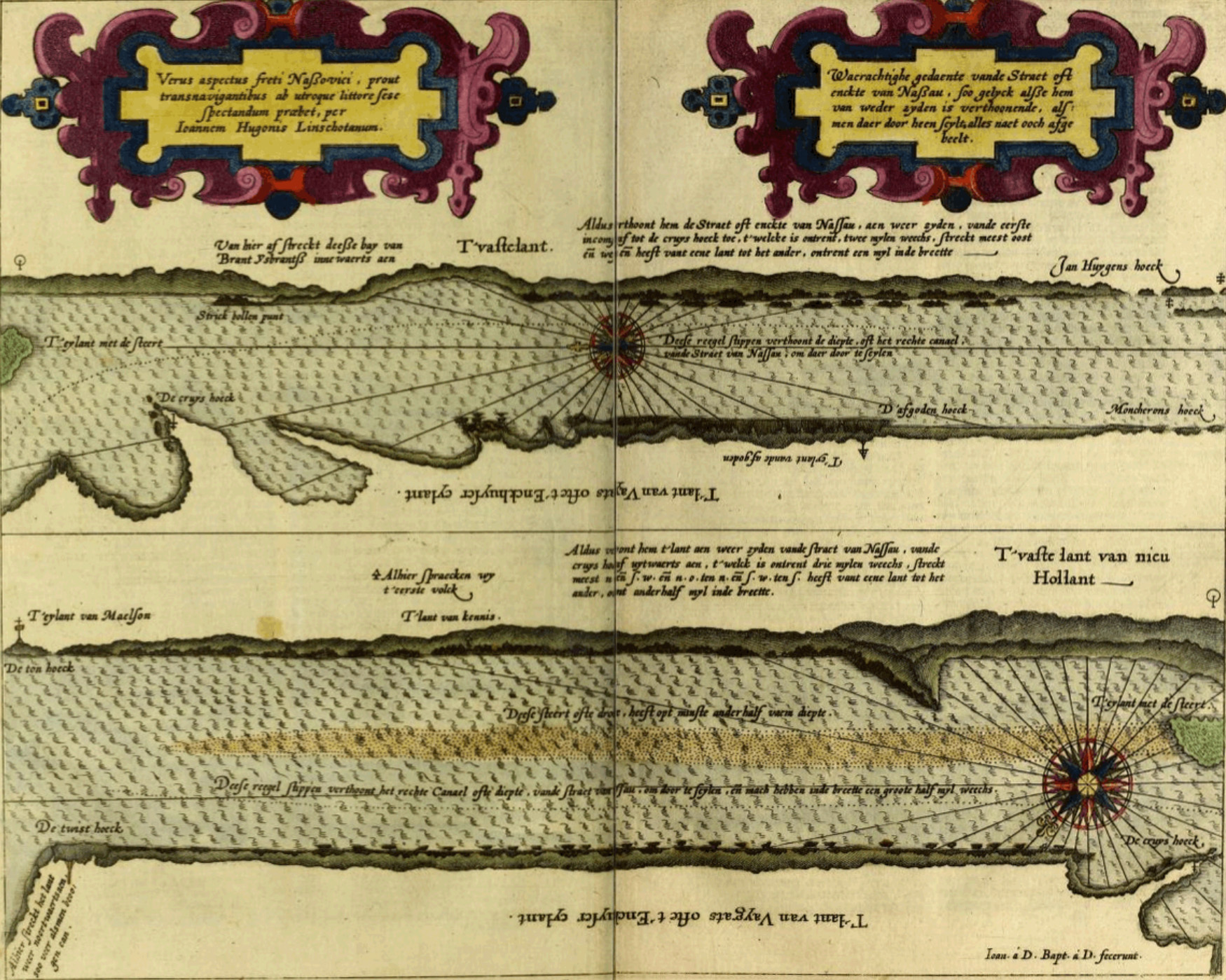
Straat Nassau (Straat Joegor) in kaart gebracht op de Eerste Noordreis.

Op 14 juli werd een jonge walvis verschalkt en aan land ontdaan van spek, dat in tonnen werd gedaan om er in Nederland traan van te koken. Volgens Van Linschoten zou de walvisvaart hier zeer winstgevend kunnen zijn. Op 21 juli kwam men bij het eiland Waygats, een moerassig, onbewoond eiland, dat men omdoopte in Enkhuizer Eiland. De dagen daarna werd het kouder en donkerder. 'Ruych doncker mistich en stormich weer met vochtige koude'. Twee geulen werden onderzocht maar bleken dood te lopen. Op 25 juli was men bij de ingang van Straat Joegor, tussen Vajgatsj en het vasteland. Men noemde dit Straat Nassau, ter ere van stadhouder Maurits. Zoekend naar ijsvrij diep water, oppassend voor onzichtbare klippen, voer men er voorzichtig doorheen en bracht de dieptes en de kust in kaart. Aan kapen werden Nederlandse namen gegeven. Ondiep water werd verkend met sloepen. Op 27 juli trof men op de kust van Vajgatsj zo'n drie- à vierhonderd, grote en kleine uit hout gesneden 'afgoden' en een offerplaats aan, zodat men de plek Afgodenhoek noemde. Van Linschoten nam een van deze afgodsbeelden mee voor het rariteitenkabinet van dokter Paladanus. Op andere plekken zag men houten kruisen staan. Twee dagen later werden op het vasteland ter verkenning afgezette matrozen aangevallen door inheemse bewoners op door rendieren getrokken sleetjes, die hen met pijlen beschoten. Verderop lukte het om met deze Samojeden vriendschappelijk contact te maken met behulp van een meegebrachte tolk: een Rus die in Enkhuizen getrouwd was met een Nederlandse vrouw. De Samojeden hadden een Mongools uiterlijk en waren lenig en snel. 'Fluxe mannen en seer lichtvaerdich int springhen, en thoonden een stoute couragie en raddicheyt van lijf en leden, spronghen als jonghe ongetoomde Heyngsten'. Ze waren gekleed in pelzen met het haar naar binnen. Van Linschoten constateerde dat hun schoenen vast zaten aan hun broek, hun handschoenen aan hun mouwen en hun hoofddeksels aan hun jas. Ook werden grote 'Zee-Paerden' gezien met twee grote ivoren tanden. 'Dese beeste vint men over alle dese contreyen seer abondant', schreef Van Linschoten. Op 2 augustus probeerde men vanuit een sloep een groot exemplaar te vangen, maar na anderhalf uur moest men het gevecht opgeven en was men zelfs blij dat het gewonde dier hen verder met rust liet.

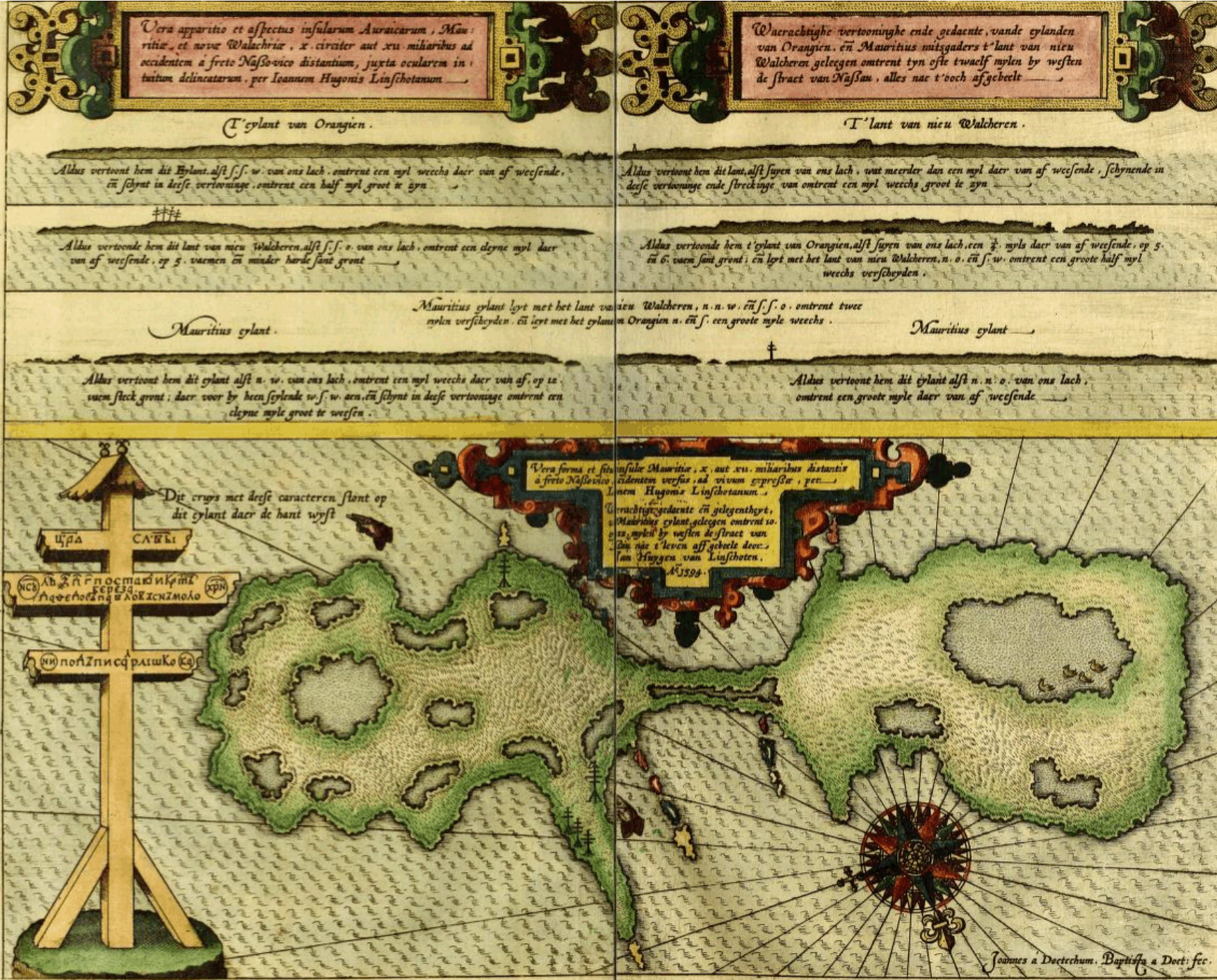
Kruis aangetroffen op het eiland Mauritius.

Aan de andere kant van de straat voer men een ruime diepzee op, met deining en zonder ijs. Volgens Van Linschoten was het de 'openbaere oceaen', maar in werkelijkheid was het slechts de Karazee. Het werd de Nieuwe Noordzee genoemd. Van Linschoten was er van overtuigd dat van hier de passage naar China open en vrij was ‘naer menschenvernuft sprekende’. Hij vond het jammer dat ze niet toegerust waren om door te varen. Af en toe zetten de schepen koers naar het vasteland, waar men de mondingen van rivieren kon zien. Van Linschoten vermoedde dat ze ongeveer tot de monding van de rivier de Ob waren gekomen, maar zeker is dat niet. Zeelieden konden in die tijd alleen de geografische breedte meten maar niet de lengte. Op 11 augustus wendde men de steven terug naar het westen omdat het seizoen begon te verlopen en de nachten langer werden, wat het varen in onbekende wateren extra gevaarlijk maakte.

## De Amsterdammers

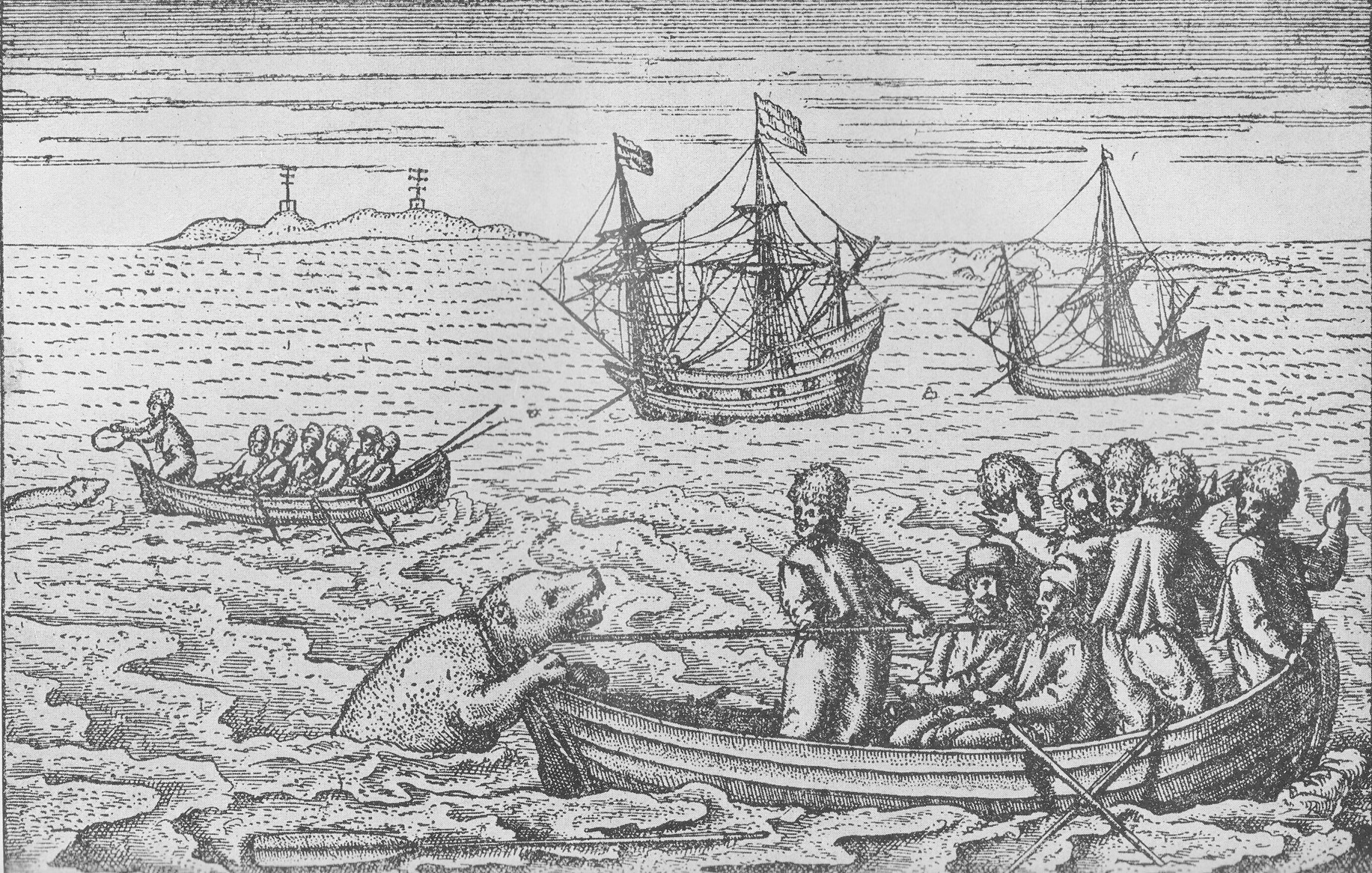
Gevecht met de ijsbeer.

Uit Straat Joegor komend ontmoette men op 15 augustus, bij een eiland dat men Nieuw-Walcheren noemde (nu Bolsjoj Tsinkovy), onverwachts Willem Barentsz met zijn schip en jacht. Elkaar ‘vrijmoedich’ tegemoet varend botsten ze bijna tegen elkaar op. Daarna vuurden ze saluutschoten af ter begroeting. Barentsz had volgens de instructies alsnog een passage willen zoeken ten zuiden van Vajgatsj omdat zijn tocht mislukt was. Hij was langs de kust van Nova Zembla naar het noorden gevaren en tot 78 graden noorderbreedte gekomen, maar kon toen niet verder vanwege het pakijs. Op 1 augustus had hij besloten terug te keren. Zijn journaal is niet bewaard gebleven. Het weinige dat er van zijn tocht bekend is komt uit het verhaal van Gerrit de Veer over de latere noordreizen. Zo weten we dat matrozen onderweg een zwemmende ijsbeer hadden gevangen. Ze hadden hem vanuit een sloep aangeschoten en een touw om de nek gegooid om hem levend mee terug te nemen. Het dier ging echter vreselijk te keer en klom half de sloep in. Iemand wist hem toen met een lans dodelijk te verwonden, zodat men uiteindelijk terugkeerde met alleen de huid. Verderop weerstonden zo'n 200 walrussen die op een strand lagen te zonnen een aanval op hun ivoren tanden.

## De terugkomst

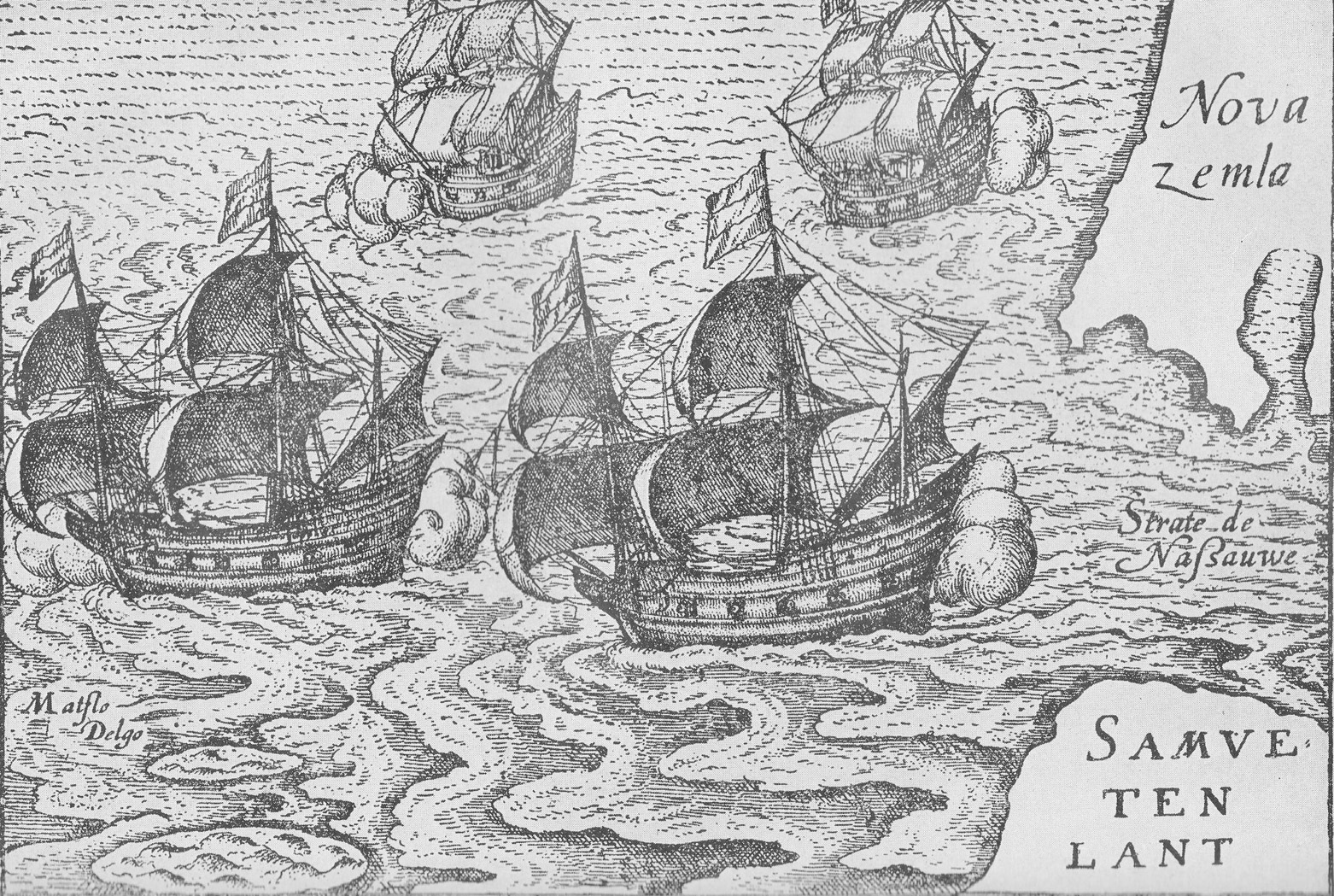
De schepen van Nay en Barentsz ontmoeten elkaar bij Straat Nassau.

Met de vier schepen terugvarend naar Nederland ging het bijna nog mis. In de nacht van 20 augustus raakten de voorop zeilende Zwaan en Mercurius aan de oostkust van Kolgoejev beide aan de grond. Gelukkig bleek de zeebodem zacht en egaal te zijn, en raakten beide schepen ook weer los zonder averij op te lopen. Na de Noordkaap gerond te hebben voer men naar het zuiden, en zag men op 12 september de haringbuizen die op de Doggersbank visten. 's Nachts 'altemael met lichters op, dat seer ghenoechlicken om sien was, van de welcke wy te verstaen quamen, d'overwinninge ende victorie van sijn Excellentie, over Groeninghen, waer mede onder ons een nieuwe blijdtschap ende vreuchde opstondt'. Twee dagen later zeilde Nay door naar Zeeland en Barentsz naar Texel, waar ze op de 16e aankwamen, na een tocht van drie maanden en tien dagen.

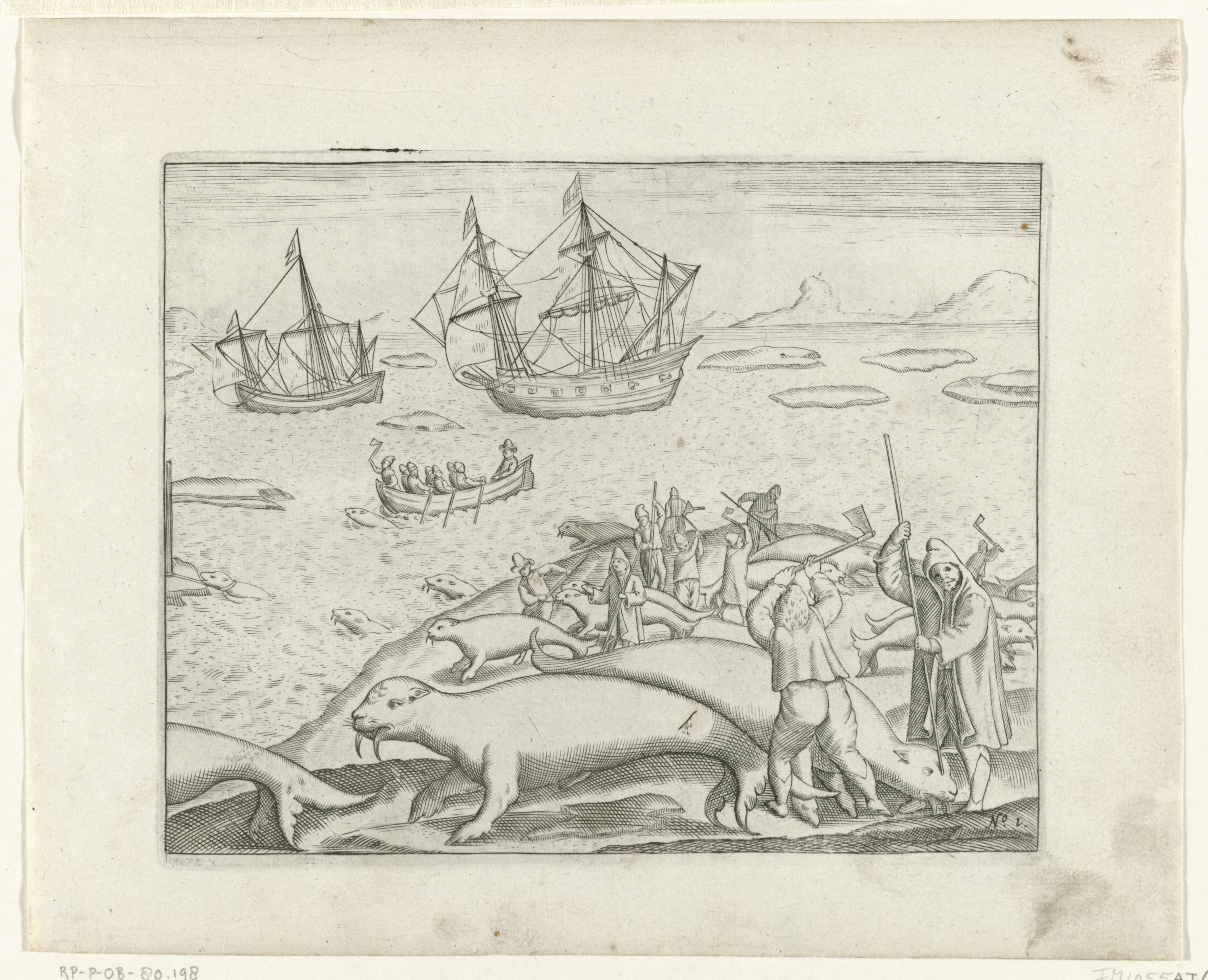
De mislukte jacht op de walrussen.

Van Linschoten bood persoonlijk zijn journaal, kaarten en afbeeldingen aan Maurits en Van Oldenbarnevelt aan. Voor het grote publiek werd de reis een aantal jaren geheim gehouden, totdat Van Linschoten zijn journaal uitgaf. Zelfs de bemanning was onderweg in het ongewisse gelaten of het doel van de tocht was bereikt. De organisatoren waren er echter zeker van dat de doortocht gevonden was. Het optimisme was gestoeld op de overtuiging dat ijs alleen gevormd werd in rivieren, baaien en kustwateren, en vandaar bij dooi als schotsen en ijsbergen de zee opdreef. Op open zee met voldoende deining zou zich geen ijs kunnen vormen. Aan waarschuwingen van lokale vissers werd weinig geloof gehecht. Direct na de terugkomst werd al besloten om het volgende jaar een Tweede Noordreis te ondernemen, die vroeger in het jaar zou moeten starten.